# Tindi (Cameroun)
Pour les articles homonymes, voir Tindi.
Tindi est un village du Cameroun, situé dans la région de l'Est et dans le département de la Kadey. Il est localisé dans la commune de Ndelele.

## Population
Tindi fait partie du canton kaka mbessembo. En 1965, 102 habitants sont recensés à Tindi principalement des kaka.
Le recensement de 2005 y dénombre 206 habitants dont 95 de sexe masculin et 111 de sexe féminin.